# Hestina shirakii
Hestina shirakii är en fjärilsart som beskrevs av Shirôzu 1955. Hestina shirakii ingår i släktet Hestina och familjen praktfjärilar. Inga underarter finns listade i Catalogue of Life.